# Folds of Honor Quiktrip 500 2019

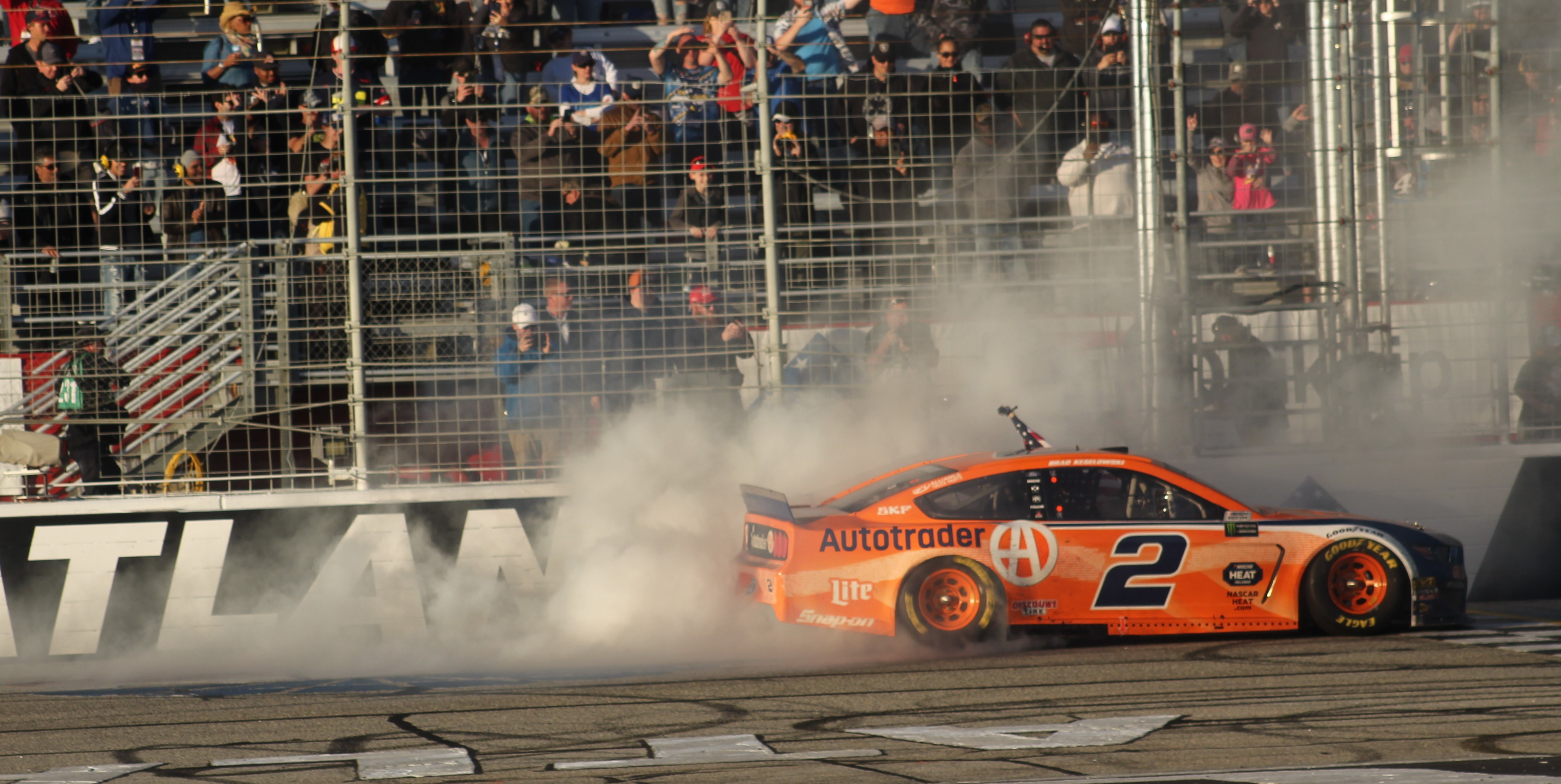
Brad Keselowski gör donuts efter segern på Atlanta Motor Speedway.

2019 års Folds of Honor Quiktrip 500 hölls den 24 februari på Atlanta Motor Speedway, i Hampton, Georgia, USA. Tävling pågick i 325 varv, på den 1.54 engelska mil (2,48 km) långa ovalbanan (quad-oval). Detta loppet var den andra i ordningen, i Monster Energy Nascar Cup Series 2019.
Brad Keselowski vann loppet.

## Tävlingen

### Resultat
Segment ett
Varv: 85
| Position | Bilnummer | Förare              | Lag                 | Utvecklare | Poäng |
| -------- | --------- | ------------------- | ------------------- | ---------- | ----- |
| 1        | 42        | Kyle Larson         | Chip Ganassi Racing | Chevrolet  | 10    |
| 2        | 4         | Kevin Harvick       | Stewart-Haas Racing | Ford       | 9     |
| 3        | 10        | Aric Almirola       | Stewart-Haas Racing | Ford       | 8     |
| 4        | 1         | Kurt Busch          | Chip Ganassi Racing | Chevrolet  | 7     |
| 5        | 19        | Martin Truex Jr.    | Joe Gibbs Racing    | Toyota     | 6     |
| 6        | 12        | Ryan Blaney         | Team Penske         | Ford       | 5     |
| 7        | 22        | Joey Logano         | Team Penske         | Ford       | 4     |
| 8        | 11        | Denny Hamlin        | Joe Gibbs Racing    | Toyota     | 3     |
| 9        | 17        | Ricky Stenhouse Jr. | Roush Fenway Racing | Ford       | 2     |
| 10       | 14        | Clint Bowyer        | Stewart-Haas Racing | Ford       | 1     |
|          |           |                     |                     |            |       |

Segment två
Varv: 85
| Position | Bilnummer | Förare           | Lag                 | Utvecklare | Poäng |
| -------- | --------- | ---------------- | ------------------- | ---------- | ----- |
| 1        | 4         | Kevin Harvick    | Stewart-Haas Racing | Ford       | 10    |
| 2        | 42        | Kyle Larson      | Chip Ganassi Racing | Chevrolet  | 9     |
| 3        | 19        | Martin Truex Jr. | Joe Gibbs Racing    | Toyota     | 8     |
| 4        | 12        | Ryan Blaney      | Team Penske         | Ford       | 7     |
| 5        | 11        | Denny Hamlin     | Joe Gibbs Racing    | Toyota     | 6     |
| 6        | 22        | Joey Logano      | Team Penske         | Ford       | 5     |
| 7        | 1         | Kurt Busch       | Chip Ganassi Racing | Chevrolet  | 4     |
| 8        | 20        | Erik Jones       | Joe Gibbs Racing    | Toyota     | 3     |
| 9        | 18        | Kyle Busch       | Joe Gibbs Racing    | Toyota     | 2     |
| 10       | 14        | Clint Bowyer     | Stewart-Haas Racing | Ford       | 1     |
|          |           |                  |                     |            |       |

### Slutresultat
Segment tre
Varv: 155
| Position                    | Grid | Bilnummer | Förare               | Lag                       | Utvecklare | Varv | Poäng |
| --------------------------- | ---- | --------- | -------------------- | ------------------------- | ---------- | ---- | ----- |
| 1                           | 19   | 2         | Brad Keselowski      | Team Penske               | Ford       | 325  | 40    |
| 2                           | 9    | 19        | Martin Truex Jr.     | Joe Gibbs Racing          | Toyota     | 325  | 49    |
| 3                           | 8    | 1         | Kurt Busch           | Chip Ganassi Racing       | Chevrolet  | 325  | 45    |
| 4                           | 18   | 4         | Kevin Harvick        | Stewart-Haas Racing       | Ford       | 325  | 52    |
| 5                           | 3    | 14        | Clint Bowyer         | Stewart-Haas Racing       | Ford       | 325  | 34    |
| 6                           | 6    | 18        | Kyle Busch           | Joe Gibbs Racing          | Toyota     | 325  | 33    |
| 7                           | 15   | 20        | Erik Jones           | Joe Gibbs Racing          | Toyota     | 325  | 33    |
| 8                           | 1    | 10        | Aric Almirola        | Stewart-Haas Racing       | Ford       | 325  | 37    |
| 9                           | 30   | 37        | Chris Buescher       | JTG Daugherty Racing      | Chevrolet  | 325  | 28    |
| 10                          | 5    | 41        | Daniel Suárez        | Stewart-Haas Racing       | Ford       | 325  | 27    |
| 11                          | 4    | 11        | Denny Hamlin         | Joe Gibbs Racing          | Toyota     | 325  | 35    |
| 12                          | 7    | 42        | Kyle Larson          | Chip Ganassi Racing       | Chevrolet  | 325  | 44    |
| 13                          | 13   | 6         | Ryan Newman          | Roush Fenway Racing       | Ford       | 325  | 24    |
| 14                          | 14   | 21        | Paul Menard          | Wood Brothers Racing      | Ford       | 325  | 23    |
| 15                          | 16   | 88        | Alex Bowman          | Hendrick Motorsports      | Chevrolet  | 325  | 22    |
| 16                          | 23   | 38        | David Ragan          | Front Row Motorsports     | Ford       | 325  | 21    |
| 17                          | 17   | 24        | William Byron        | Hendrick Motorsports      | Chevrolet  | 325  | 20    |
| 18                          | 2    | 17        | Ricky Stenhouse Jr.  | Roush Fenway Racing       | Ford       | 324  | 21    |
| 19                          | 22   | 9         | Chase Elliott        | Hendrick Motorsports      | Chevrolet  | 324  | 18    |
| 20                          | 28   | 8         | Daniel Hemric (R)    | Richard Childress Racing  | Chevrolet  | 324  | 17    |
| 21                          | 10   | 3         | Austin Dillon        | Richard Childress Racing  | Chevrolet  | 324  | 16    |
| 22                          | 26   | 12        | Ryan Blaney          | Team Penske               | Ford       | 324  | 27    |
| 23                          | 27   | 22        | Joey Logano          | Team Penske               | Ford       | 324  | 23    |
| 24                          | 11   | 48        | Jimmie Johnson       | Hendrick Motorsports      | Chevrolet  | 323  | 13    |
| 25                          | 21   | 13        | Ty Dillon            | Germain Racing            | Chevrolet  | 323  | 12    |
| 26                          | 20   | 95        | Matt DiBenedetto     | Leavine Family Racing     | Toyota     | 322  | 11    |
| 27                          | 29   | 43        | Darrell Wallace Jr.  | Richard Petty Motorsports | Chevrolet  | 322  | 10    |
| 28                          | 31   | 36        | Matt Tifft (R)       | Front Row Motorsports     | Ford       | 319  | 9     |
| 29                          | 24   | 32        | Corey LaJoie         | Go Fas Racing             | Ford       | 319  | 8     |
| 30                          | 34   | 96        | Parker Kligerman (i) | Gaunt Brothers Racing     | Toyota     | 318  | 0     |
| 31                          | 32   | 15        | Ross Chastain (i)    | Premium Motorsports       | Chevrolet  | 313  | 0     |
| 32                          | 37   | 52        | B. J. McLeod (i)     | Rick Ware Racing          | Chevrolet  | 313  | 0     |
| 33                          | 36   | 51        | Cody Ware            | Rick Ware Racing          | Ford       | 303  | 4     |
| 34                          | 33   | 00        | Landon Cassill       | StarCom Racing            | Chevrolet  | 284  | 3     |
| 35                          | 25   | 47        | Ryan Preece (R)      | JTG Daugherty Racing      | Chevrolet  | 271  | 2     |
| 36                          | 35   | 77        | Garrett Smithley (i) | Spire Motorsports         | Chevrolet  | 254  | 0     |
| 37                          | 12   | 34        | Michael McDowell     | Front Row Motorsports     | Ford       | 222  | 1     |
| Officiella tävlingsresultat |      |           |                      |                           |            |      |       |

## Statistik över tävlingen
- Varningar/Varv: 5 för 30
- Tävlingens längd: 3 timmar, 30 minuter och 33 sekunder
- Genomsnittlig hastighet: 142.626 mp/h (229.534 km/h)